# ZUK 모바일

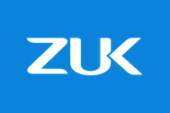

ZUK 모바일(영어: ZUK Mobile)은 레노버가 모토로라 모빌리티과 함께 소유하고 있는 스마트폰 브랜드이다.

## 출시한 제품
- ZUK Z1
- ZUK Z2
- ZUK Z2 pro

## 같이 보기
- 시아노젠모드
- 레노버